# QMAP
QMAP est une expérience d'observation des anisotropies du fond diffus cosmologique montée sur un ballon stratosphérique et réalisée par des chercheurs de l'université de Princeton. Elle a observé le ciel dans les bandes Ka (31 GHz) et Q (42 GHz), dans le but de réaliser une carte d'une région du ciel, d'où son nom (map signifie « carte » en anglais). Elle a été réalisée en 1996, ses résultats étant publiés en 1998. elle a donc fait partie des nombreuses expériences à avoir confirmé la détection des anisotropies du fond diffus cosmologique effectuée par le satellite artificiel COBE en 1992, et à les avoir observées sur des régions plus petites, mais avec une meilleure résolution. En l'occurrence, QMAP a observé ces anisotropies à des échelles allant de 9 à 2,5 degrés (moments multipolaires l de 40 à 140).

## Instrument et expériences
L'expérience utilisait six récepteurs, deux pour la bande Ka et quatre pour la bande Q. Chacun possédaient une bande passante d'environ 6 à 7 GigaHertz, Les détecteurs étaient des transistors à effet de champ à hétérostructure. Ils étaient refroidis à 2,3 K pour assurer un fonctionnement optimal. Le système optique utilisé était le même que l'expérience Saskatoon.
Elle a effectué deux campagnes d'observation dans le courant de l'année 1996, la première le 16 juin, la seconde le 8 novembre. Le premier vol a été réalisé depuis Palestine (Texas) et la prise de données a duré 4 h 40 environ. Le second vol est parti depuis Fort Sumner (Nouveau-Mexique). Le ballon a atteint l'altitude de 30 kilomètres lors des deux vols. Ses instruments ont fonctionné de façon nominale. Le premier vol a permis de cartographier 441 degrés carrés, soit environ 1 % de la sphère céleste, le second 83 degrés carrés, mais avec une meilleure résolution.
Cette étude a permis de situer pour la première fois le premier pic acoustique du fond diffus cosmologique.